# Обидим
Обидим — село у Болгарії. Розташоване у Благоєвградській області, підпорядковане громаді Банско. Населення — 87 особи на 15 березня 2016 року.
Площа села — 64,962 кв. км.

## Історія
Село засноване у XIV столітті. Двічі — у 1903 та 1912 спалювалася дощенту.

## Визначні місця
Є кілька церков, найвища — святителя Миколи, побудована 1836 року. У горах неподалік заховався монастир святоо Пантелеймона.

## Політична ситуація
Кмет села — Мариана Димитрова Парлапанова.